# Resolució 2125 del Consell de Seguretat de les Nacions Unides
La Resolució 2125 del Consell de Seguretat de les Nacions Unides fou adoptada per unanimitat el 18 de novembre de 2013. El Consell va ampliar en 12 mesos l'autorització establerta a la Resolució 1851 (2008) per afrontar la pirateria al golf d'Aden als països amb capacitat marítima necessària, permetent-los confiscar vaixells i armes i arrestar sospitosos.
El Consell va convocar les autoritats somalis a processar els pirates i patrullar les seves aigües territorials; així com fer esforços per trobar i jutjar els qui estaven darrere de la pirateria. Es va demanar a tots els països que criminalitzessin la pirateria i ajudessin Somàlia a enfortir la seva capacitat marítima. Alhora, el Consell continuava considerant l'establiment de tribunals especialitzats contra la pirateria a Somàlia.